# Клён Генри
Клён Генри (лат. Acer henryi) — вид деревьев рода Клён (Acer) семейства Сапиндовые (Sapindaceae). Ареал распространения — Китай.

## Ботаническое описание
Небольшое дерево с широкой кроной или крупный кустарник высотой до 10 метров. Кора на ветках вначале зелёная с небольшими волосками, затем становится оливково-зелёной и голой. Листья делятся на черешок и листовую пластинку. Черешок длиной от 5 до 10 сантиметров. Листовая пластинка имеет три зубца. Листочки стелющиеся, длиной от 5 до 10 сантиметров, эллиптические, длиннозаострённые с клиновидным основанием. Край листа рассеянно пильчатый или цельный. Обе стороны листьев зелёные, жилки на нижней стороне волосистые. Осенью листья приобретают красный цвет. Двудомное растение. Цветы расположены в стройных, опушённых рацемозных соцветиях и появляются раньше листьев. Однополый цветок радиально симметричный с двойным околоцветником. Схизокарпий находятся в соцветии-кисти длиной 10-15 сантиметров. Плод длиной около 2 сантиметров, изначально красного цвета и имеет остроугольное раскидистое крыло.
В Китае цветёт в апреле и плодоносит в сентябре.

## Распространение и экология
Ареал распространения — китайские провинции Аньхой, Ганьсу, Гуйчжоу, Хэнань, Хубэй, Хунань и др. Acer henryi произрастает в смешанных лесах, на высоте от 500 до 1500 м. Процветает на влажных, кислых и нейтральных, песчано-гуминовых или суглинисто-гуминовых почвах на солнечных и затенённых местах. Вид требователен, любит тепло и обычно морозоустойчив.

## Систематика
Вид был впервые научно описан в 1889 году немецким ботаником Фердинандом Альбином Паксом в книге «Icones Plantarum; or Figures, with brief Descriptive Characters and Remarks of New or Rare Plants».